# Festival de la Canción de Eurovisión 2025
El Festival de la Canción de Eurovisión 2025 fue la 69.ª edición del Festival de la Canción de Eurovisión. Organizado por la Unión Europea de Radiodifusión (UER) y la emisora anfitriona, la Sociedad Suiza de Radiodifusión (SRG SSR), el concurso se celebró en Basilea, Suiza, tras la victoria del país en la edición de 2024 con la canción «The Code» de Nemo, que recibió un total de 591 puntos. Por tercera vez, Suiza fue la sede del concurso, tras la edición inaugural de 1956 y la de 1989, celebradas en Lugano y Lausana, respectivamente. El cantante JJ, de Austria, ganó el certamen con la canción «Wasted Love» con 436 puntos totales, mientras que en segundo lugar quedó Yuval Raphael, de Israel, con 357 puntos.

## Organización

### Sede del festival
El 30 de agosto de 2024, la UER y la SRG SSR anunciaron Basilea como ciudad anfitriona. El recinto escogido es el St. Jakobshalle con capacidad para 12 400 personas, que sirve como lugar para eventos deportivos y conciertos. El estadio está ubicado en la comuna de Münchenstein en Basilea-Campiña, justo al lado de la frontera con Basilea-Ciudad.

#### Candidaturas oficiales y fase de licitación
Tras la victoria de Suiza en la edición de 2024, las autoridades locales de Ginebra mostraron el interés de organizar la edición de 2025 en Palexpo. Ese mismo día, el presidente del Gobierno Regional del Cantón de Basilea también expresó el interés en acoger el evento. El 12 de mayo, la directora de la exposición agrícola de Olma, en el este de Suiza, aboga por llevar el Festival de Eurovisión 2025 a San Galo.
El 13 de mayo, la ciudad organizadora en 1956, Lugano, descartó una candidatura para albergar la edición de 2025, mientras que el presidente del Cantón de la capital de Suiza, Berna, expresó su negativa a acoger el festival. Ese mismo día, el Concejo de Zúrich se reunió para marcar como "alta prioridad" una candidatura. El 14 de mayo, la ciudad sede en 1989, Lausana, renunció a organizar la edición de 2025, alegando falta de infraestructuras. El 15 de mayo, el Ayuntamiento de Biena, localidad natal de Nemo, también ha confirmado su deseo de que la ciudad se asocie a la organización de Eurovisión 2025 y está manteniendo conversaciones sobre este tema con la ciudad de Berna, Bernexpo y otros posibles socios. El 16 de mayo, el Consejo de Gobierno señala que varios lugares para congresos y ferias en el cantón de Berna cuentan con una infraestructura atractiva y están dispuestos a examinar solicitudes de apoyo. El 17 de mayo, el director general del HC Fribourg-Gottéron, manifestó que están analizando cómo llevar Eurovisión 2025 al BCF Arena de Friburgo, a lo que se unió el Ayuntamiento de la ciudad posteriormente.
SRF anunció la última semana de mayo, los requisitos para las ciudades candidatas, teniendo las mismas hasta el 28 de junio para presentar su candidatura. Los representantes de la televisión organizadora visitaron las cuatro ciudades candidatas a principios de julio y preseleccionaron dos de ellas, anunciando a Basilea y Ginebra como finalistas el 19 de julio. Finalmente, el 30 de agosto, la UER y la SRG SSR anunciaron Basilea como ciudad anfitriona.
| Ciudad        | Sede            | Notas | Ref    |
| ------------- | --------------- | --- | ------ |
| Basilea       | St. Jakobshalle | Sede anual del Torneo de Basilea. Será una de las sedes del Campeonato Europeo de Balonmano Femenino de 2024. | [ 17 ] |
| Berna - Biena | BERNEXPO        | Sede anual de la Feria BEA.                                                                                   | [ 18 ] |
| Friburgo      | BCF Arena       | Será sede del Campeonato Mundial de Hockey sobre Hielo Masculino de 2026.                                     | [ 14 ] |
| Ginebra       | Palexpo         | Sede de la Laver Cup 2019.                                                                                    | [ 19 ] |
| San Galo      | Olma Hall       | Sede anual de la Feria Suiza de la Agricultura y la Alimentación.                                             | [ 6 ]  |
| Zúrich        | Hallenstadion   | Sede del Campeonato Mundial de Hockey sobre Hielo Masculino de 2020.                                          | [ 9 ]  |

     Ciudad sede
     Ciudad finalista
     Ciudad eliminada en primera fase
     Ciudad que no presentó finalmente candidatura oficial

### Identidad visual y escenario
El 16 de diciembre de 2024, la UER y la emisora anfitriona SRG SSR, desvelaron a través de una rueda de prensa en línea la imagen gráfica y el diseño del escenario de esta edición.
La identidad visual cuenta un simbólico corazón que, gracias a las variaciones de tamaño, se multiplica infinitamente creando imágenes y conceptos simulando píxeles. La imagen gráfica se titula «Unity shapes love» (La unidad da forma al amor) y el creador de este concepto visual es Artur Deyneuve.
El diseño del escenario está inspirado en las montañas de Suiza. Su forma, con un gran marco LED que preside el recinto, pretende conseguir una experiencia inmersiva para artistas y espectadores. El diseño es de Florian Wieder, conocido por haber diseñado el escenario de diversas ediciones del Festival de Eurovisión como el de Düsseldorf 2011, Bakú 2012, Viena 2015, Kiev 2017, Lisboa 2018, Tel Aviv 2019, Róterdam 2021 y Malmö 2024.

### Presentadores
El 20 de enero de 2025, a través de una rueda de prensa, se anunció el nombre de las tres presentadoras que estarán al frente del Festival de Eurovisión 2025: Sandra Studer, Michelle Hunziker y Hazel Brugger.

## Países participantes

### Canciones y selección
| País y TV             | Título original de la canción   | Artista                    | Proceso y fecha de selección                                                                                    | Refs.                              |
| País y TV             | Traducción al español           | Idiomas                    | Proceso y fecha de selección                                                                                    | Refs.                              |
| --------------------- | ------------------------------- | -------------------------- | --- | ---------------------------------- |
| Albania RTSH          | «Zjerm»                         | Shkodra Elektronike        | Festivali i Këngës 63 22-12-2024                                                                                | [ 23 ] [ 24 ] [ 25 ]               |
| Albania RTSH          | «Fuego»                         | Albanés                    | Festivali i Këngës 63 22-12-2024                                                                                | [ 23 ] [ 24 ] [ 25 ]               |
| Alemania NDR          | «Baller»                        | Abor & Tynna               | Chefsache ESC 2025 01-03-2025                                                                                   | [ 26 ] [ 27 ]                      |
| Alemania NDR          | «Disparo»                       | Alemán                     | Chefsache ESC 2025 01-03-2025                                                                                   | [ 26 ] [ 27 ]                      |
| Armenia AMPTV         | «Survivor»                      | Parg                       | Depi Evratesil 2025 16-02-2025 Presentación de la versión final 21-03-2025                                      | [ 28 ] [ 29 ]                      |
| Armenia AMPTV         | «Superviviente»                 | Inglés y armenio           | Depi Evratesil 2025 16-02-2025 Presentación de la versión final 21-03-2025                                      | [ 28 ] [ 29 ]                      |
| Australia SBS         | «Milkshake Man»                 | Go-Jo                      | Elección interna 25-02-2025                                                                                     | [ 30 ] [ 31 ]                      |
| Australia SBS         | «Hombre del batido»             | Inglés y francés           | Elección interna 25-02-2025                                                                                     | [ 30 ] [ 31 ]                      |
| Austria ORF           | «Wasted Love»                   | JJ                         | Elección interna 30-01-2025 Presentación de la canción 06-03-2025                                               | [ 32 ] [ 33 ]                      |
| Austria ORF           | «Amor desperdiciado»            | Inglés                     | Elección interna 30-01-2025 Presentación de la canción 06-03-2025                                               | [ 32 ] [ 33 ]                      |
| Azerbaiyán İTV        | «Run With U»                    | Mamagama                   | Elección interna 04-02-2025 Presentación de la canción 19-02-2025                                               | [ 34 ] [ 35 ]                      |
| Azerbaiyán İTV        | «Correr contigo»                | Inglés                     | Elección interna 04-02-2025 Presentación de la canción 19-02-2025                                               | [ 34 ] [ 35 ]                      |
| Bélgica VRT           | «Strobe Lights»                 | Red Sebastian              | Eurosong 2025 01-02-2025                                                                                        | [ 36 ] [ 37 ]                      |
| Bélgica VRT           | «Luces estroboscópicas»         | Inglés                     | Eurosong 2025 01-02-2025                                                                                        | [ 36 ] [ 37 ]                      |
| Chequia ČT            | «Kiss Kiss Goodbye»             | Adonxs                     | Elección interna 11-12-2024 Presentación de la canción 07-03-2025                                               | [ 38 ] [ 39 ] [ 40 ]               |
| Chequia ČT            | «Beso de despedida»             | Inglés                     | Elección interna 11-12-2024 Presentación de la canción 07-03-2025                                               | [ 38 ] [ 39 ] [ 40 ]               |
| Chipre CyBC           | «Shh»                           | Theo Evan                  | Elección interna 02-09-2024 Presentación de la canción 11-03-2025                                               | [ 41 ]                             |
| Chipre CyBC           | —                               | Inglés                     | Elección interna 02-09-2024 Presentación de la canción 11-03-2025                                               | [ 41 ]                             |
| Croacia HRT           | «Poison Cake»                   | Marko Bošnjak              | Dora 2025 02-03-2025                                                                                            | [ 42 ] [ 43 ]                      |
| Croacia HRT           | «Pastel envenenado»             | Inglés                     | Dora 2025 02-03-2025                                                                                            | [ 42 ] [ 43 ]                      |
| Dinamarca DR          | «Hallucination»                 | Sissal                     | Dansk Melodi Grand Prix 2025 01-03-2025                                                                         | [ 44 ] [ 45 ]                      |
| Dinamarca DR          | «Alucinación»                   | Inglés                     | Dansk Melodi Grand Prix 2025 01-03-2025                                                                         | [ 44 ] [ 45 ]                      |
| Eslovenia RTVSLO      | «How Much Time Do We Have Left» | Klemen                     | EMA 2025 01-02-2025                                                                                             | [ 46 ] [ 47 ] [ 48 ]               |
| Eslovenia RTVSLO      | «Cuánto tiempo nos queda»       | Inglés                     | EMA 2025 01-02-2025                                                                                             | [ 46 ] [ 47 ] [ 48 ]               |
| España RTVE           | «Esa diva»                      | Melody                     | Benidorm Fest 2025 01-02-2025 Presentación de la versión final 13-03-2025                                       | [ 49 ] [ 50 ] [ 51 ] [ 52 ]        |
| España RTVE           | —                               | Español                    | Benidorm Fest 2025 01-02-2025 Presentación de la versión final 13-03-2025                                       | [ 49 ] [ 50 ] [ 51 ] [ 52 ]        |
| Estonia ERR           | «Espresso Macchiato»            | Tommy Cash                 | Eesti Laul 2025 15-02-2025                                                                                      | [ 53 ] [ 54 ] [ 55 ]               |
| Estonia ERR           | —                               | Italiano, inglés y español | Eesti Laul 2025 15-02-2025                                                                                      | [ 53 ] [ 54 ] [ 55 ]               |
| Finlandia Yle         | «Ich komme»                     | Erika Vikman               | UMK 2025 08-02-2025                                                                                             | [ 56 ] [ 57 ] [ 58 ]               |
| Finlandia Yle         | «Me vengo»                      | Finés y alemán             | UMK 2025 08-02-2025                                                                                             | [ 56 ] [ 57 ] [ 58 ]               |
| Francia FTV           | «Maman»                         | Louane                     | Elección interna 30-01-2025 Presentación de la canción 15-03-2025                                               | [ 59 ] [ 60 ]                      |
| Francia FTV           | «Mamá»                          | Francés                    | Elección interna 30-01-2025 Presentación de la canción 15-03-2025                                               | [ 59 ] [ 60 ]                      |
| Georgia GPB           | «Freedom»                       | Mariam Shengelia           | Elección interna 14-03-2025                                                                                     | [ 61 ]                             |
| Georgia GPB           | «Libertad»                      | Georgiano e inglés         | Elección interna 14-03-2025                                                                                     | [ 61 ]                             |
| Grecia ERT            | «Asteromáta»                    | Klavdia                    | Ethnikos Telikos 2025 30-01-2025                                                                                | [ 62 ] [ 63 ] [ 64 ]               |
| Grecia ERT            | «Ojos de estrella»              | Griego                     | Ethnikos Telikos 2025 30-01-2025                                                                                | [ 62 ] [ 63 ] [ 64 ]               |
| Irlanda RTÉ           | «Laika Party»                   | Emmy                       | The Late Late Show: Eurosong 2025 07-02-2025                                                                    | [ 65 ] [ 66 ] [ 67 ] [ 68 ]        |
| Irlanda RTÉ           | «La fiesta de Laika»            | Inglés                     | The Late Late Show: Eurosong 2025 07-02-2025                                                                    | [ 65 ] [ 66 ] [ 67 ] [ 68 ]        |
| Islandia RÚV          | «RÓA»                           | Væb                        | Söngvakeppnin 2025 22-02-2025                                                                                   | [ 69 ] [ 70 ]                      |
| Islandia RÚV          | «Rema»                          | Islandés                   | Söngvakeppnin 2025 22-02-2025                                                                                   | [ 69 ] [ 70 ]                      |
| Israel IPBC           | «New day will rise»             | Yuval Raphael              | HaKokhav HaBa 2025 22-01-2025 Presentación de la canción 09-03-2025                                             | [ 71 ] [ 72 ]                      |
| Israel IPBC           | «Un nuevo día llegará»          | Inglés, francés y hebreo   | HaKokhav HaBa 2025 22-01-2025 Presentación de la canción 09-03-2025                                             | [ 71 ] [ 72 ]                      |
| Italia RAI            | «Volevo essere un duro»         | Lucio Corsi                | Festival de la Canción de San Remo 2025 15-02-2025 Elección del artista y canción 22-02-2025                    | [ 73 ] [ 74 ] [ 75 ] [ 76 ] [ 77 ] |
| Italia RAI            | «Quería ser un tipo rudo»       | Italiano                   | Festival de la Canción de San Remo 2025 15-02-2025 Elección del artista y canción 22-02-2025                    | [ 73 ] [ 74 ] [ 75 ] [ 76 ] [ 77 ] |
| Letonia LTV           | «Bur man laimi»                 | Tautumeitas                | Supernova 2025 08-02-2025                                                                                       | [ 78 ] [ 79 ]                      |
| Letonia LTV           | «Hazme feliz»                   | Letón                      | Supernova 2025 08-02-2025                                                                                       | [ 78 ] [ 79 ]                      |
| Lituania LRT          | «Tavo akys»                     | Katarsis                   | Eurovizija.LT 2025 15-02-2025                                                                                   | [ 80 ] [ 81 ]                      |
| Lituania LRT          | «Tus ojos»                      | Lituano                    | Eurovizija.LT 2025 15-02-2025                                                                                   | [ 80 ] [ 81 ]                      |
| Luxemburgo RTL        | «La poupée monte le son»        | Laura Thorn                | Luxembourg Song Contest 2025 25-01-2025 Presentación de la versión final 18-03-2025                             | [ 82 ] [ 83 ] [ 84 ]               |
| Luxemburgo RTL        | «La muñeca sube el volumen»     | Francés                    | Luxembourg Song Contest 2025 25-01-2025 Presentación de la versión final 18-03-2025                             | [ 82 ] [ 83 ] [ 84 ]               |
| Malta PBS             | «Serving»                       | Miriana Conte              | Malta Eurovision Song Contest 2025 08-02-2025 Presentación de la versión final 14-03-2025                       | [ 85 ] [ 86 ] [ 87 ] [ 88 ] [ 89 ] |
| Malta PBS             | «Sirviendo»                     | Inglés                     | Malta Eurovision Song Contest 2025 08-02-2025 Presentación de la versión final 14-03-2025                       | [ 85 ] [ 86 ] [ 87 ] [ 88 ] [ 89 ] |
| Montenegro RTCG       | «Dobrodošli»                    | Nina Žižić                 | Montesong 2024 27-11-2024 Elección del artista y canción 08-12-2024 Presentación de la versión final 09-03-2025 | [ 90 ] [ 91 ] [ 92 ] [ 93 ]        |
| Montenegro RTCG       | «Bienvenido»                    | Montenegrino               | Montesong 2024 27-11-2024 Elección del artista y canción 08-12-2024 Presentación de la versión final 09-03-2025 | [ 90 ] [ 91 ] [ 92 ] [ 93 ]        |
| Noruega NRK           | «Lighter»                       | Kyle Alessandro            | Melodi Grand Prix 2025 15-02-2025                                                                               | [ 94 ] [ 95 ]                      |
| Noruega NRK           | «Mechero»                       | Inglés                     | Melodi Grand Prix 2025 15-02-2025                                                                               | [ 94 ] [ 95 ]                      |
| Países Bajos AVROTROS | «C'est la vie»                  | Claude                     | Elección interna 19-12-2024 Presentación de la canción 27-02-2025                                               | [ 96 ] [ 97 ]                      |
| Países Bajos AVROTROS | «Así es la vida»                | Francés e inglés           | Elección interna 19-12-2024 Presentación de la canción 27-02-2025                                               | [ 96 ] [ 97 ]                      |
| Polonia TVP           | «GAJA»                          | Justyna Steczkowska        | Wielki Finał Polskich Kwalifikacji 14-02-2025                                                                   | [ 98 ] [ 99 ]                      |
| Polonia TVP           | «Gaia»                          | Polaco e inglés            | Wielki Finał Polskich Kwalifikacji 14-02-2025                                                                   | [ 98 ] [ 99 ]                      |
| Portugal RTP          | «Deslocado»                     | Napa                       | Festival da Canção 2025 08-03-2025                                                                              | [ 100 ] [ 101 ]                    |
| Portugal RTP          | «Desplazado»                    | Portugués                  | Festival da Canção 2025 08-03-2025                                                                              | [ 100 ] [ 101 ]                    |
| Reino Unido BBC       | «What the hell just happened?»  | Remember Monday            | Elección interna 07-03-2025                                                                                     | [ 102 ]                            |
| Reino Unido BBC       | «¿Qué diablos acaba de pasar?»  | Inglés                     | Elección interna 07-03-2025                                                                                     | [ 102 ]                            |
| San Marino SMRTV      | «Tutta l'Italia»                | Gabry Ponte                | San Marino Song Contest 2025 08-03-2025                                                                         | [ 103 ] [ 104 ]                    |
| San Marino SMRTV      | «Toda Italia»                   | Italiano                   | San Marino Song Contest 2025 08-03-2025                                                                         | [ 103 ] [ 104 ]                    |
| Serbia RTS            | «Mila»                          | Princ                      | Pesma za Evroviziju 2025 28-02-2025                                                                             | [ 105 ]                            |
| Serbia RTS            | «Querida»                       | Serbio                     | Pesma za Evroviziju 2025 28-02-2025                                                                             | [ 105 ]                            |
| Suecia SVT            | «Bara bada bastu»               | KAJ                        | Melodifestivalen 2025 08-03-2025                                                                                | [ 106 ] [ 107 ] [ 108 ]            |
| Suecia SVT            | «Solo toma una sauna»           | Sueco y finés              | Melodifestivalen 2025 08-03-2025                                                                                | [ 106 ] [ 107 ] [ 108 ]            |
| Suiza SRG SSR         | «Voyage»                        | Zoë Më                     | Elección interna 05-03-2025 Presentación de la canción 10-03-2025                                               | [ 109 ]                            |
| Suiza SRG SSR         | «Viaje»                         | Francés                    | Elección interna 05-03-2025 Presentación de la canción 10-03-2025                                               | [ 109 ]                            |
| Ucrania UA:PBC        | «Bird of Pray»                  | Ziferblat                  | Vidbir 2025 08-02-2025                                                                                          | [ 110 ] [ 111 ]                    |
| Ucrania UA:PBC        | «Ave de oración»                | Ucraniano e inglés         | Vidbir 2025 08-02-2025                                                                                          | [ 110 ] [ 111 ]                    |

### Artistas que regresan al festival
- Nina Žižić: En 2013, Nina representó a Montenegro junto a Who See. Con el tema «Igranka», quedaron en 12.ª posición en la primera semifinal.
- Justyna Steczkowska: En 1995, Justyna representó a Polonia con el tema «Sama», quedando en 18.ª posición. Con 30 años de distancia, es el mayor tiempo entre participaciones de un mismo concursante en la historia del festival.

### Sorteo de semifinales
El sorteo para determinar la ubicación de los países participantes en cada una de las semifinales se celebró el 28 de enero de 2025 en Basilea. Los 31 países semifinalistas se han repartido en 5 bombos, basándose en tendencias históricas en las votaciones. El sorteo también determinó en qué semifinal votará cada uno de los países pertenecientes al «Big Five» (Alemania, España, Francia, Italia y Reino Unido), así como el país ganador de la edición anterior (Suiza).
| Bombo 1                                                                        | Bombo 2                                                       | Bombo 3                                                         | Bombo 4                                                     | Bombo 5                                                           | Finalistas                                                   |
| ------------------------------------------------------------------------------ | ------------------------------------------------------------- | --------------------------------------------------------------- | ----------------------------------------------------------- | ----------------------------------------------------------------- | ------------------------------------------------------------ |
| - Bélgica - Chequia - Estonia - Letonia - Lituania - Luxemburgo - Países Bajos | - Armenia - Azerbaiyán - Georgia - Israel - Polonia - Ucrania | - Albania - Austria - Croacia - Montenegro - Serbia - Eslovenia | - Chipre - Grecia - Irlanda - Malta - Portugal - San Marino | - Australia - Dinamarca - Finlandia - Islandia - Noruega - Suecia | - Alemania - España - Francia - Italia - Reino Unido - Suiza |

| 1.ª semifinal 13 de mayo de 2025                                      | 1.ª semifinal 13 de mayo de 2025                                                     | 2.ª semifinal 15 de mayo de 2025                                                | 2.ª semifinal 15 de mayo de 2025                                              |
| --------------------------------------------------------------------- | ------------------------------------------------------------------------------------ | ------------------------------------------------------------------------------- | ----------------------------------------------------------------------------- |
| 1.ª mitad: Suecia Ucrania Eslovenia Islandia Estonia Polonia Portugal | 2.ª mitad: Países Bajos Azerbaiyán Albania San Marino Bélgica Chipre Croacia Noruega | 1.ª mitad: Austria Lituania Armenia Montenegro Grecia Irlanda Australia Letonia | 2.ª mitad: Chequia Israel Malta Finlandia Dinamarca Luxemburgo Georgia Serbia |
| Con derecho a voto: Suiza Italia España                               | Con derecho a voto: Suiza Italia España                                              | Con derecho a voto: Alemania Francia Reino Unido                                | Con derecho a voto: Alemania Francia Reino Unido                              |

## Festival

### Semifinales

#### Semifinal 1
La primera semifinal del Festival de la Canción de Eurovisión 2025 se celebró el 13 de mayo de 2025, (21:00 horas CEST). Un total de 18 países tuvieron derecho a voto en esta semifinal: los 15 participantes más España, Italia y Suiza, quienes ya se encuentran clasificados directamente a la final, así como el público del resto del mundo como si fuera un país.
     Clasificados
| N.º | País         | Intérprete(s)       | Canción                         | Lugar | Puntos |
| --- | ------------ | ------------------- | ------------------------------- | ----- | ------ |
| 01  | Islandia     | Væb                 | «RÓA»                           | 6     | 97     |
| 02  | Polonia      | Justyna Steczkowska | «Gaja»                          | 7     | 85     |
| 03  | Eslovenia    | Klemen              | «How Much Time Do We Have Left» | 13    | 23     |
| 04  | Estonia      | Tommy Cash          | «Espresso Macchiato»            | 5     | 113    |
| 05  | Ucrania      | Ziferblat           | «Bird of Pray»                  | 1     | 137    |
| 06  | Suecia       | KAJ                 | «Bara bada bastu»               | 4     | 118    |
| 07  | Portugal     | Napa                | «Deslocado»                     | 9     | 56     |
| 08  | Noruega      | Kyle Alessandro     | «Lighter»                       | 8     | 82     |
| 09  | Bélgica      | Red Sebastian       | «Strobe Lights»                 | 14    | 23     |
| 10  | Azerbaiyán   | Mamagama            | «Run With U»                    | 15    | 7      |
| 11  | San Marino   | Gabry Ponte         | «Tutta l'Italia»                | 10    | 46     |
| 12  | Albania      | Shkodra Elektronike | «Zjerm»                         | 2     | 122    |
| 13  | Países Bajos | Claude              | «C'est la vie»                  | 3     | 121    |
| 14  | Croacia      | Marko Bošnjak       | «Poison Cake»                   | 12    | 28     |
| 15  | Chipre       | Theo Evan           | «Shh»                           | 11    | 44     |

#### Semifinal 2
La segunda semifinal del Festival de la Canción de Eurovisión 2025 se celebró el 15 de mayo de 2025, (21:00 horas CEST). Un total de 19 países tuvieron derecho a voto en esta semifinal: los 16 participantes más Alemania, Francia y Reino Unido, quienes ya están clasificados directamente a la final, así como el público del resto del mundo como si fuera un país.
| N.º | País       | Intérprete(s)    | Canción                  | Lugar | Puntos |
| --- | ---------- | ---------------- | ------------------------ | ----- | ------ |
| 01  | Australia  | Go-Jo            | «Milkshake Man»          | 11    | 41     |
| 02  | Montenegro | Nina Žižić       | «Dobrodošli»             | 16    | 12     |
| 03  | Irlanda    | Emmy             | «Laika Party»            | 13    | 28     |
| 04  | Letonia    | Tautumeitas      | «Bur man laimi»          | 2     | 130    |
| 05  | Armenia    | Parg             | «Survivor»               | 10    | 51     |
| 06  | Austria    | JJ               | «Wasted Love»            | 5     | 104    |
| 07  | Grecia     | Klavdia          | «Asteromáta»             | 4     | 112    |
| 08  | Lituania   | Katarsis         | «Tavo akys»              | 6     | 103    |
| 09  | Malta      | Miriana Conte    | «Serving»                | 9     | 53     |
| 10  | Georgia    | Mariam Shengelia | «Freedom»                | 14    | 28     |
| 11  | Dinamarca  | Sissal           | «Hallucination»          | 8     | 61     |
| 12  | Chequia    | Adonxs           | «Kiss Kiss Goodbye»      | 12    | 29     |
| 13  | Luxemburgo | Laura Thorn      | «La poupée monte le son» | 7     | 62     |
| 14  | Israel     | Yuval Raphael    | «New day will rise»      | 1     | 203    |
| 15  | Serbia     | Princ            | «Mila»                   | 15    | 28     |
| 16  | Finlandia  | Erika Vikman     | «Ich Komme»              | 3     | 115    |

### Final
La final del Festival de la Canción de Eurovisión 2025 se celebró el 17 de mayo de 2025, (21:00 horas CEST). A la final llegaron 26 países, los cinco pertenecientes al «Big Five» (Alemania, España, Francia, Italia y Reino Unido), así como Suiza, el ganador de la edición anterior junto con los diez mejor puntuados en cada semifinal. Los países que clasificaron desde las semifinales sortearon su mitad de actuación durante la conferencia de prensa posterior a la semifinal (primera mitad, segunda mitad, o elección de la producción), mientras que el «Big Five» lo había hecho posterior al segundo ensayo previo a la semifinal. En caso de Suiza, su orden de actuación fue sorteado previo al comienzo de los ensayos. Los 37 países participantes en el concurso, tanto mediante un jurado de 5 personas como del público en general, tuvieron derecho al voto y el público del resto del mundo como si fuera un país. 
| N.º | País         | Intérprete(s)       | Canción                        | Lugar | Puntos |
| --- | ------------ | ------------------- | ------------------------------ | ----- | ------ |
| 01  | Noruega      | Kyle Alessandro     | «Lighter»                      | 18    | 89     |
| 02  | Luxemburgo   | Laura Thorn         | «La poupée monte le son»       | 22    | 47     |
| 03  | Estonia      | Tommy Cash          | «Espresso Macchiato»           | 3     | 356    |
| 04  | Israel       | Yuval Raphael       | «New day will rise»            | 2     | 357    |
| 05  | Lituania     | Katarsis            | «Tavo akys»                    | 16    | 96     |
| 06  | España       | Melody              | «Esa diva»                     | 24    | 37     |
| 07  | Ucrania      | Ziferblat           | «Bird of Pray»                 | 9     | 218    |
| 08  | Reino Unido  | Remember Monday     | «What the hell just happened?» | 19    | 88     |
| 09  | Austria      | JJ                  | «Wasted Love»                  | 1     | 436    |
| 10  | Islandia     | Væb                 | «RÓA»                          | 25    | 33     |
| 11  | Letonia      | Tautumeitas         | «Bur man laimi»                | 13    | 158    |
| 12  | Países Bajos | Claude              | «C'est la vie»                 | 12    | 175    |
| 13  | Finlandia    | Erika Vikman        | «Ich komme»                    | 11    | 196    |
| 14  | Italia       | Lucio Corsi         | «Volevo essere un duro»        | 5     | 256    |
| 15  | Polonia      | Justyna Steczkowska | «Gaja»                         | 14    | 156    |
| 16  | Alemania     | Abor & Tynna        | «Baller»                       | 15    | 151    |
| 17  | Grecia       | Klavdia             | «Asteromáta»                   | 6     | 231    |
| 18  | Armenia      | Parg                | «Survivor»                     | 20    | 72     |
| 19  | Suiza        | Zoë Më              | «Voyage»                       | 10    | 214    |
| 20  | Malta        | Miriana Conte       | «Serving»                      | 17    | 91     |
| 21  | Portugal     | Napa                | «Deslocado»                    | 21    | 50     |
| 22  | Dinamarca    | Sissal              | «Hallucination»                | 23    | 47     |
| 23  | Suecia       | KAJ                 | «Bara bada bastu»              | 4     | 321    |
| 24  | Francia      | Louane              | «Maman»                        | 7     | 230    |
| 25  | San Marino   | Gabry Ponte         | «Tutta l'Italia»               | 26    | 27     |
| 26  | Albania      | Shkodra Elektronike | «Zjerm»                        | 8     | 218    |

#### Desglose de votación
| Pos. | País         | Puntos |
| ---- | ------------ | ------ |
| 1    | Austria      | 258    |
| 2    | Suiza        | 214    |
| 3    | Francia      | 180    |
| 4    | Italia       | 159    |
| 5    | Países Bajos | 133    |
| 6    | Suecia       | 126    |
| 7    | Letonia      | 116    |
| 8    | Grecia       | 105    |
| 9    | Estonia      | 98     |
| 10   | Reino Unido  | 88     |
| 10   | Finlandia    | 88     |
| 12   | Malta        | 83     |
| 13   | Alemania     | 77     |
| 14   | Ucrania      | 60     |
| 14   | Israel       | 60     |
| 16   | Albania      | 45     |
| 16   | Dinamarca    | 45     |
| 18   | Armenia      | 42     |
| 19   | Portugal     | 37     |
| 20   | Lituania     | 34     |
| 21   | España       | 27     |
| 22   | Luxemburgo   | 23     |
| 23   | Noruega      | 22     |
| 24   | Polonia      | 17     |
| 25   | San Marino   | 9      |
| 26   | Islandia     | 0      |

| Pos. | País         | Puntos |
| ---- | ------------ | ------ |
| 1    | Israel       | 297    |
| 2    | Estonia      | 258    |
| 3    | Suecia       | 195    |
| 4    | Austria      | 178    |
| 5    | Albania      | 173    |
| 6    | Ucrania      | 158    |
| 7    | Polonia      | 139    |
| 8    | Grecia       | 126    |
| 9    | Finlandia    | 108    |
| 10   | Italia       | 97     |
| 11   | Alemania     | 74     |
| 12   | Noruega      | 67     |
| 13   | Lituania     | 62     |
| 14   | Francia      | 50     |
| 15   | Países Bajos | 42     |
| 15   | Letonia      | 42     |
| 17   | Islandia     | 33     |
| 18   | Armenia      | 30     |
| 19   | Luxemburgo   | 24     |
| 20   | San Marino   | 18     |
| 21   | Portugal     | 13     |
| 22   | España       | 10     |
| 23   | Malta        | 8      |
| 24   | Dinamarca    | 2      |
| 25   | Reino Unido  | 0      |
| 25   | Suiza        | 0      |

#### Portavoces
- Albania - Andri Xhahu
- Alemania - Michael Schulte
- Armenia - Lusine Tovmasyan
- Australia - Sília Kapsí (representante chipriota en 2024)
- Austria - Philipp Hansa
- Azerbaiyán - Safura Alizadeh (representante azerí en 2010)
- Bélgica - Manu Van Acker
- Chipre - Loukas Hamatsos
- Croacia - Doris Pinčić
- Dinamarca - Sara Bro
- Eslovenia - Lorella Flego
- España - Chanel Terrero (representante española en 2022)
- Estonia - Estoni Kohver (representante estonio en 2024)
- Finlandia - Jasmin Beloued
- Francia - Émilie Mazoyer
- Georgia - Nutsa Buzaladze (representante georgiana en 2024)
- Grecia - Jenny Theona
- Irlanda - Nicky Byrne (representante irlandés en 2016)
- Islandia -  Hera Björk (representante islandesa en 2010 y 2024)
- Israel - Eden Golán (representante israelí en 2024)
- Italia - Topo Gigio
- Letonia - Dons (representante letón en 2024)
- Lituania - Silvester Belt (representante lituano en 2024)
- Luxemburgo - Fabienne Zwally
- Malta - Ingrid Sammut
- Montenegro - Marko Vukčević
- Noruega - Tom Hugo (representante noruego en 2019)
- Países Bajos - Chantal Janzen (actriz y presentadora de radio y TV, presentadora en 2021)
- Polonia - Aleksandra Budka
- Portugal - Iolanda (representante portuguesa en 2024)
- Reino Unido - Sophie Ellis-Bextor
- República Checa - Radka Rosická
- San Marino - Senhit (representante de San Marino en 2011, 2020 y 2021)
- Serbia - Dragana Kosjerina
- Suecia - Keyyo
- Suiza -  Mélanie Freymond y Sven Epiney
- Ucrania - Jerry Heil (representante ucraniana en 2024)

## Otros países

### Miembros de la UER
- Andorra – El 26 de junio de 2024, la emisora andorrana RTVA confirmó que el país no volverá en la edición de 2025.[112] Andorra participó por última vez en 2009.

- Bosnia y Herzegovina – En su programa de transmisión para 2024, la emisora bosnia BHRT describió sus planes para el año, incluyendo una declaración de que «ya es hora de considerar la posibilidad de regresar al Festival de la Canción de Eurovisión en 2025». La emisora todavía se encuentra bajo sanciones de la UER debido a deudas.[113] Bosnia y Herzegovina participó por última vez en 2016.
- Eslovaquia – Tras una reestructuración de su modelo de financiación en 2023, la emisora eslovaca RTVS estaba considerando regresar al concurso en 2025 y estaba trabajando activamente para asegurar la financiación necesaria para participar.[114][115][116] Sin embargo, en abril de 2024, la responsable de comunicación de marketing de RTVS, Zuzana Vicelová, afirmó que el país no competiría en 2025 debido a recortes presupuestarios.[117] Eslovaquia participó por última vez en 2012.
- Macedonia del Norte – El 22 de octubre de 2024, el Consejo de Programación de la emisora macedonia MTR acordó discutir un posible regreso del país al concurso, en respuesta a un correo electrónico de los fanáticos de Eurovisión instando a la emisora a hacerlo. Todos los miembros del Consejo coincidieron en que el país debe volver al concurso como lo hizo en 2023 y 2024, años en los que finalmente no participó.[118] Macedonia del Norte participó por última vez en 2022.
- Rumania – El 10 de septiembre de 2024, la emisora rumana TVR afirmó que no ha tomado una decisión sobre la participación en 2025.[119] Rumania participó por última vez en 2023.
- Moldavia – El país inicialmente iba a participar en el festival, pero el 22 de enero, la emisora TRM anunció su retirada, citando los costes del certamen y la influencia de la calidad en las canciones de su final nacional, agregando la situación económica actual y la falta de interés del público en el programa. Sin embargo, retransmitirán las semifinales y la gran final.

### No miembros de la UER
- Kosovo – El 29 de octubre de 2023, tras la primera edición del Festivali i Këngës, el evento de selección nacional kosovar previsto para Eurovisión, el director general de la emisora kosovar RTK, Besnik Boletini, reafirmó los continuos esfuerzos del país para ser incluido en el concurso ya en 2025.[120] En mayo de 2024, RTK anunció que presentaría una solicitud de membresía en la UER «pronto».[121]Finalmente, dicha solicitud de ingreso se envió el 16 de junio de 2024. En agosto de 2024, se anunció que la UER había rechazado la solicitud por parte de la RTK por no cumplir las condiciones de ingreso,[122] por lo que no se espera que la RTK sea miembro de la UER hasta que Kosovo sea admitido en la ONU y en la UIT.

## Transmisiones
Todas las emisoras participantes pueden optar por tener comentaristas presenciales o remotos que proporcionen información sobre la votación a su audiencia local. Si bien deben transmitir al menos la semifinal por la que votan y la final, la mayoría de las emisoras transmiten los tres programas con diferentes planes de programación. Además, algunas emisoras no participantes transmiten el concurso. Los canales de YouTube y TikTok del Festival de la Canción de Eurovisión ofrecen transmisiones internacionales en vivo sin comentarios de todos los programas.
| País         | Emisora            | Canal(es)                         | Show(s)     | Comentarista(s)                                                                                 | Ref(s)                                                  |
| ------------ | ------------------ | --------------------------------- | ----------- | ----------------------------------------------------------------------------------------------- | ------------------------------------------------------- |
| Albania      | RTSH               | RTSH 1, RTSH Muzikë, Radio Tirana | Todos       | Andri Xhahu                                                                                     | [ 123 ] [ 124 ]                                         |
| Alemania     | ARD/NDR            | One                               | Semifinales | Thorsten Schorn                                                                                 | [ 125 ] [ 126 ]                                         |
| Alemania     | ARD/NDR            | Das Erste                         | Final       | Thorsten Schorn                                                                                 | [ 125 ] [ 126 ]                                         |
| Alemania     | ARD/RBB            | Radio Eins                        | Final       | Amelie Ernst y Max Spallek                                                                      | [ 127 ] [ 128 ] [ 129 ] [ 130 ]                         |
| Armenia      | AMPTV              | Armenia 1                         | Todos       | Hrachuhi Utmazyan y Hamlet Arakelyan                                                            | [ 131 ] [ 132 ]                                         |
| Australia    | SBS                | SBS                               | Todos       | Courtney Act y Tony Armstrong                                                                   | [ 133 ] [ 134 ]                                         |
| Austria      | ORF                | ORF 1                             | Todos       | Andi Knoll                                                                                      | [ 135 ]                                                 |
| Austria      | ORF                | FM4                               | Final       | Jan Böhmermann y Olli Schulz                                                                    | [ 136 ]                                                 |
| Azerbaiyán   | İTV                | İTV                               | Todos       | Elnara Khalilova y Aga Nadirov                                                                  | [ 137 ] [ 138 ] [ 139 ]                                 |
| Bélgica      | VRT                | VRT 1                             | Todos       | Neerlandés: Peter Van de Veire                                                                  | [ 140 ] [ 141 ]                                         |
| Bélgica      | VRT                | Radio 2                           | Final       | TBA                                                                                             | [ 140 ] [ 141 ]                                         |
| Bélgica      | RTBF               | La Une                            | SF1, final  | Francés: Jean-Louis Lahaye y Joëlle Scoriels                                                    | [ 142 ] [ 143 ]                                         |
| Bélgica      | RTBF               | Tipik                             | SF2         | Francés: Jean-Louis Lahaye y Joëlle Scoriels                                                    | [ 142 ] [ 143 ]                                         |
| Chequia      | ČT                 | ČT1                               | Semifinales | Ondřej Cikán                                                                                    | [ 144 ] [ 145 ] [ 146 ]                                 |
| Chequia      | ČT                 | ČT1                               | Final       | Ondřej Cikán y Aiko                                                                             | [ 144 ] [ 145 ] [ 146 ]                                 |
| Chipre       | RIK                | RIK 1, RIK Sat                    | Todos       | Melina Karageorgiou y Alexandros Taramountas                                                    | [ 147 ] [ 148 ] [ 149 ] [ 150 ]                         |
| Chipre       | RIK                | RIK Trito                         | Todos       | TBA                                                                                             | [ 151 ]                                                 |
| Croacia      | HRT                | HRT 1                             | Todos       | Duško Ćurlić                                                                                    | [ 152 ] [ 153 ]                                         |
| Dinamarca    | DR                 | DR1                               | Todos       | Ole Tøpholm                                                                                     | [ 154 ]                                                 |
| Eslovenia    | RTVSLO             | TV SLO 2                          | Semifinales | Mojca Mavec                                                                                     | [ 155 ] [ 156 ] [ 157 ]                                 |
| Eslovenia    | RTVSLO             | TV SLO 1                          | Final       | Mojca Mavec                                                                                     | [ 155 ] [ 156 ] [ 157 ]                                 |
| Eslovenia    | RTVSLO             | Radio Val 202                     | SF1         | Maj Valerij                                                                                     | [ 155 ] [ 156 ] [ 157 ]                                 |
| Eslovenia    | RTVSLO             | Radio Val 202                     | Final       | Maj Valerij e Igor Bračič                                                                       | [ 155 ] [ 156 ] [ 157 ]                                 |
| España       | RTVE               | La 1                              | SF1, final  | Julia Varela y Tony Aguilar                                                                     | [ 158 ] [ 159 ]                                         |
| España       | RTVE               | La 2                              | SF2         | Julia Varela y Tony Aguilar                                                                     | [ 158 ] [ 159 ]                                         |
| España       | RTVE               | TVE Internacional                 | Todos       | Julia Varela y Tony Aguilar                                                                     | [ 158 ] [ 159 ]                                         |
| España       | RTVE               | Radio Nacional                    | Final       | David Asensio, Sara Calvo y Luis Miguel Montes                                                  | [ 158 ] [ 159 ]                                         |
| Estonia      | ERR                | ETV                               | Todos       | Estonio: Marko Reikop                                                                           | [ 160 ]                                                 |
| Estonia      | ERR                | ETV+                              | Todos       | Ruso: Aleksandr Hobotov y Julia Kalenda                                                         | [ 160 ]                                                 |
| Finlandia    | Yle                | Yle TV1, TV Finland               | Todos       | Finés: Mikko Silvennoinen Sueco: Eva Frantz y Johan Lindroos                                    | [ 161 ] [ 162 ] [ 163 ] [ 164 ]                         |
| Finlandia    | Yle                | Yle Areena                        | Todos       | Sami inari: Heli Huovinen Sami septentrional: Aslak Paltto                                      | [ 161 ] [ 162 ] [ 163 ] [ 164 ]                         |
| Finlandia    | Yle                | Yle Areena                        | SF2, final  | Ruso: Levan Tvaltvadze Ucraniano: Galina Sergeyeva                                              | [ 161 ] [ 162 ] [ 163 ] [ 164 ]                         |
| Finlandia    | Yle                | Yle Radio Suomi                   | Final       | Finés: Toni Laaksonen y Sanna Pirkkalainen                                                      | [ 165 ] [ 166 ] [ 167 ] [ 168 ]                         |
| Finlandia    | Yle                | Yle X3M                           | Todos       | Sueco: Eva Frantz y Johan Lindroos                                                              | [ 165 ] [ 166 ] [ 167 ] [ 168 ]                         |
| Francia      | France Télévisions | Culturebox                        | Semifinales | Stéphane Bern                                                                                   | [ 169 ]                                                 |
| Francia      | France Télévisions | France 2                          | Final       | Stéphane Bern y Laurence Boccolini                                                              | [ 169 ]                                                 |
| Georgia      | GPB                | 1TV                               | Todos       | Nika Lobiladze                                                                                  | [ 170 ]                                                 |
| Grecia       | ERT                | ERT1                              | Todos       | Maria Kozakou y Giorgos Kapoutzidis                                                             |                                                         |
| Grecia       | ERT                | Deftero Programma                 | Todos       | Dimitris Meidanis                                                                               |                                                         |
| Irlanda      | RTÉ                | RTÉ One                           | Semifinales | Marty Whelan                                                                                    | [ 171 ] [ 172 ] [ 173 ]                                 |
| Irlanda      | RTÉ                | RTÉ2                              | Final       | Marty Whelan                                                                                    | [ 171 ] [ 172 ] [ 173 ]                                 |
| Islandia     | RÚV                | RÚV                               | Todos       | Guðrún Dís Emilsdóttir                                                                          | [ 174 ] [ 175 ] [ 176 ]                                 |
| Islandia     | RÚV                | RÚV 2                             | SF1, final  | Lengua de señas islandesa: varios intérpretes                                                   | [ 174 ] [ 175 ] [ 176 ]                                 |
| Islandia     | RÚV                | Rás 2                             | SF1, final  | Guðrún Dís Emilsdóttir                                                                          | [ 177 ] [ 178 ]                                         |
| Islandia     | RÚV                | Rás 2                             | Final       | Guðrún Dís Emilsdóttir y Gunnar Birgisson                                                       | [ 177 ] [ 178 ]                                         |
| Israel       | IPBC               | Kan 11, Kan 88                    | Todos       | Asaf Liberman y Akiva Novick                                                                    | [ 179 ] [ 180 ]                                         |
| Italia       | RAI                | Rai 2                             | Semifinales | Gabriele Corsi y BigMama                                                                        | [ 181 ] [ 182 ] [ 183 ] [ 184 ]                         |
| Italia       | RAI                | Rai 1                             | Final       | Gabriele Corsi y BigMama                                                                        | [ 181 ] [ 182 ] [ 183 ] [ 184 ]                         |
| Italia       | RAI                | Rai Radio 2                       | Final       | Diletta Parlangeli y Matteo Osso                                                                | [ 181 ] [ 182 ] [ 183 ] [ 184 ]                         |
| Letonia      | LTV                | LTV1                              | Semifinales | Toms Grēviņš                                                                                    | [ 185 ]                                                 |
| Letonia      | LTV                | LTV1                              | Final       | Toms Grēviņš y Marija Naumova                                                                   | [ 185 ]                                                 |
| Lituania     | LRT                | LRT TV, LRT Radijas               | Todos       | Ramūnas Zilnys                                                                                  | [ 186 ] [ 187 ]                                         |
| Luxemburgo   | RTL                | RTL Lëtzebuerg                    | Todos       | Luxemburgués: Raoul Roos y Roger Saurfeld                                                       | [ 188 ] [ 189 ] [ 190 ]                                 |
| Luxemburgo   | RTL                | RTL Today                         | SF2, final  | TBA                                                                                             | [ 188 ] [ 189 ] [ 190 ]                                 |
| Luxemburgo   | RTL                | RTL Infos                         | SF2, final  | TBA                                                                                             | [ 188 ] [ 189 ] [ 190 ]                                 |
| Malta        | PBS                | TVM                               | Todos       | Sin comentaristas                                                                               |                                                         |
| Montenegro   | RTCG               | TVCG 1                            | Todos       | Dražen Bauković                                                                                 | [ 191 ]                                                 |
| Noruega      | NRK                | NRK1                              | Todos       | Marte Stokstad                                                                                  | [ 192 ]                                                 |
| Noruega      | NRK                | NRK P1                            | Final       | Jon Marius Hyttebakk                                                                            | [ 193 ]                                                 |
| Países Bajos | NPO/AVROTROS       | NPO 1, BVN                        | Todos       | Cornald Maas                                                                                    | [ 194 ] [ 195 ] [ 196 ] [ 197 ] [ 198 ]                 |
| Países Bajos | NPO/AVROTROS       | NPO Radio 2                       | Final       | Carolien Borgers                                                                                | [ 194 ] [ 195 ] [ 196 ] [ 197 ] [ 198 ]                 |
| Polonia      | TVP                | TVP1, TVP Polonia                 | Todos       | Artur Orzech                                                                                    | [ 199 ] [ 200 ] [ 201 ]                                 |
| Portugal     | RTP                | RTP1, RTP Internacional           | Todos       | José Carlos Malato y Nuno Galopim                                                               | [ 202 ] [ 203 ] [ 204 ] [ 205 ]                         |
| Reino Unido  | BBC                | BBC One                           | Semifinales | Scott Mills and Rylan                                                                           | [ 206 ]                                                 |
| Reino Unido  | BBC                | BBC One                           | Final       | Graham Norton                                                                                   | [ 206 ]                                                 |
| Reino Unido  | BBC                | BBC Red Button                    | Todos       | Lengua de señas británica: varios intérpretes                                                   | [ 206 ]                                                 |
| Reino Unido  | BBC                | BBC Radio 2                       | Semifinales | Sara Cox y Richie Anderson                                                                      | [ 206 ]                                                 |
| Reino Unido  | BBC                | BBC Radio 2                       | Final       | Scott Mills and Rylan                                                                           | [ 206 ]                                                 |
| San Marino   | SMRTV              | San Marino RTV                    | Todos       | Anna Gaspari y Gigi Restivo                                                                     | [ 207 ]                                                 |
| Serbia       | RTS                | RTS 1, RTS Svet                   | Todos       | Duška Vučinić                                                                                   | [ 208 ] [ 209 ] [ 210 ] [ 211 ] [ 212 ] [ 213 ] [ 214 ] |
| Serbia       | RTS                | Radio Beograd 1                   | SF2         | TBA                                                                                             | [ 215 ]                                                 |
| Suecia       | SVT                | SVT1                              | Semifinales | Edward af Sillén                                                                                | [ 216 ]                                                 |
| Suecia       | SVT                | SVT1                              | Final       | Edward af Sillén y Petra Mede                                                                   | [ 216 ]                                                 |
| Suecia       | SVT                | SVT Play                          | Final       | Sami inari: Heli Huovinen Sami septentrional: Aslak Paltto                                      | [ 218 ]                                                 |
| Suecia       | SR                 | SR P4                             | Todos       | Sueco: Carolina Norén                                                                           | [ 219 ]                                                 |
| Suiza        | SRG SSR            | RSI La 1                          | Todos       | Italiano: Ellis Cavallini y Gian-Andrea Costa                                                   | [ 220 ] [ 221 ] [ 222 ]                                 |
| Suiza        | SRG SSR            | RTS 1                             | Semifinales | Francés: Jean-Marc Richard y Nicolas Tanner                                                     | [ 223 ] [ 224 ] [ 225 ] [ 226 ]                         |
| Suiza        | SRG SSR            | RTS 1                             | Final       | Francés: Jean-Marc Richard, Nicolas Tanner y Victoria Turrian                                   | [ 223 ] [ 224 ] [ 225 ] [ 226 ]                         |
| Suiza        | SRG SSR            | SRF 1                             | Todos       | Alemán: Sven Epiney                                                                             | [ 227 ] [ 129 ] [ 130 ] [ 228 ]                         |
| Suiza        | SRG SSR            | SRF info                          | Todos       | Lengua de señas alemana suiza: varios intérpretes                                               | [ 227 ]                                                 |
| Suiza        | SRG SSR            | Play SRF                          | Final       | Alemán: Patti Basler                                                                            | [ 229 ]                                                 |
| Suiza        | SRG SSR            | Radio SRF 3                       | Final       | Alemán: Céline Werdelis                                                                         | [ 230 ]                                                 |
| Suiza        | SRG SSR            | RTS Première                      | Final       | Francés: Claire Mudry                                                                           | [ 230 ]                                                 |
| Suiza        | SRG SSR            | RSI Rete Tre                      | Final       | Italiano: Davide Gagliardi                                                                      | [ 230 ]                                                 |
| Suiza        | SRG SSR            | Radio RTR                         | Final       | Romanche: Elias Tsoutsaios                                                                      | [ 230 ]                                                 |
| Ucrania      | Suspilne           | Suspilne Kultura                  | SF1         | Timur Miroshnychenko y Olexandr Pedan                                                           | [ 231 ]                                                 |
| Ucrania      | Suspilne           | Suspilne Kultura                  | SF2         | Timur Miroshnychenko y Vlad Kuran                                                               | [ 231 ]                                                 |
| Ucrania      | Suspilne           | Suspilne Kultura                  | Final       | Timur Miroshnychenko y Alyona Alyona                                                            | [ 231 ]                                                 |
| Ucrania      | Suspilne           | Suspilne Kultura                  | Todos       | Lengua de señas ucraniana: Tetiana Zhurkova, Anfisa Boldusieva, Oleksandr Rudyk y Lada Sokoliuk | [ 231 ]                                                 |
| Ucrania      | Suspilne           | Radio Promin                      | Semifinales | Dmytro Zakharchenko and Lesia Antypenko                                                         | [ 231 ]                                                 |
| Ucrania      | Suspilne           | Radio Promin                      | Final       | Anna Zakletska and Denys Denysenko                                                              | [ 231 ]                                                 |

| País                | Emisora | Canal(es)             | Show(s) | Comentarista(s)                | Ref(s)  |
| ------------------- | ------- | --------------------- | ------- | ------------------------------ | ------- |
| Chile               | Zapping | Zapping Channel       | Todos   | Sin comentaristas              | [ 232 ] |
| Eslovaquia          | STVR    | Rádio FM              | Final   |                                | [ 233 ] |
| Estados Unidos      | NBC     | Peacock               | Todos   |                                | [ 234 ] |
| Islas Feroe         | KVF     | KVF 1                 | Todos   | Gunnar Nolsøe                  | [ 235 ] |
| Kosovo              | RTK     | RTK 1, Radio Kosovo 2 | Todos   | Agron Krasniqi y Egzona Rafuna | [ 236 ] |
| Macedonia del Norte | MRT     | MRT 1, Radio Skopje   | Todos   | Aleksandra Jovanovska          | [ 237 ] |
| Moldavia            | TRM     | Moldova 1             | Todos   | Ion Jalbă y Daniela Crudu      | [ 238 ] |

## Controversias

### Participación de Israel
Al igual que ocurrió en la edición anterior, la participación de la televisión israelí KAN esta edición volvió a estar rodeada de polémica, debido a la guerra de Gaza, con numerosos países cuestionando su participación. La televisión eslovena, RTVSLO, fue la primera en pedir a la UER la exclusión de Israel,  mientras que otras televisiones como la RTÉ irlandesa,  la islandesa RÚV, la española RTVE o la VRT flamenca de Bélgica pidieron a la UER debatir la participación de Israel.      La EBU reconoció estas peticiones, y se comprometió a un debate más amplio sobre la participación de este país,  reconociendo que "hay preocupación y opiniones muy arraigadas en torno al conflicto actual en Oriente Medio", pero recalcando que todos los miembros de la UER son elegibles para participar en Eurovisión.
Una semana antes del inicio del concurso, un grupo llamado "Artists for Palestine UK" (Artistas por Palestina UK) lanzó una petición en la que se pedía la exclusión de Israel. Esta petición fue apoyada por 72 exparticipantes del concurso, entre los que se incluyen Salvador Sobral, ganador del concurso en 2017; Charlie McGettigan, co-ganador de la edición de 1994; o Blanca Paloma, representante española en 2023.  A esta petición se sumó también Nemo, ganador de la edición anterior. 
La Alfombra Turquesa, celebrada el 11 de mayo en la ciudad anfitriona, evento con el que se da inicio a la semana de Eurovisión, fue el epicentro de las protestas contra la participación de Israel, llenándose el público de banderas palestinas.  Además, la KAN denunció que "un activista deslizó un dedo por su cuello como si amenazase con degollar a Yuval Raphael", lo que se interpretó como una amenaza de muerte en medios israelís. 
Durante la final, la actuación de Israel fue abucheada por la audiencia, aunque la organización empleó tecnología anti-abucheos para silenciarlos.  Además, hubo numerosos reportes de que, tanto en los ensayos como las galas en vivo, la organización expulsó del público a personas llevando banderas palestinas, citando problemas de seguridad. 
Tras la conclusión del concurso, el presidente del gobierno español, Pedro Sánchez, también pidió la expulsión de Israel, afirmando que "no podemos permitirnos dobles estándares en la cultura" cuando "nadie se llevó las manos a la cabeza cuando se inició la invasión de Rusia y se le exigió la salida de competiciones internacionales y no participar en Eurovisión".  Estas declaraciones se produjeron tras el apercebimiento de la UER a los comentaristas de RTVE, Tony Aguilar y Julia Varela, tras una queja de la televisión israelí respecto a los comentarios que hicieron durante la presentación de la canción israelí en la segunda semifinal.  Dichos comentarios se produjeron tras presentar a la artista y la canción, y fueron los siguientes: 

Este año RTVE ha solicitado a Eurovisión un debate sobre la participación de Israel en el festival. Las víctimas de los ataques israelíes en Gaza superan ya las 50.000 y, entre ellas, más de 15.000 niños y niñas según Naciones Unidas. Esta no es una petición contra ningún país, es un llamamiento por la paz, la justicia y el respeto a los derechos humanos acorde con la vocación integradora y pacífica del festival de Eurovisión.

 RTVE confirmó a El País que los comentaristas habían leído dicho mensaje en coordinación con la cadena.  Ante la amenaza de multa por parte de la UER, RTVE, antes del inicio de la final, emitió el siguiente mensaje, en inglés y español: "Frente a los derechos humanos, el silencio no es una opción. Paz y Justicia para Palestina". 
El 20 de mayo, 3 días después de la final, una investigación de la UER reveló que la Agencia de Publicidad del gobierno de Israel propagó anuncios a través de productos de Google previos a la final junto con instrucciones de cómo votar por Yuval Raphael. Además, se creó una cuenta en Youtube el 20 de abril para compartir 89 videos de la cantante dirigidos a 35 países, en los que la cantante habla en distintos idiomas para animar a la gente a votar por ella.  Como resultado de esta campaña, Raphael quedó en segundo lugar del concurso gracias a los 297 puntos recibidos por el televoto, manteniéndose en primer lugar de las votaciones hasta el último momento, en el que se reveló la puntuación de televoto de Austria.
El mismo 20 de mayo, el medio elDiario.es reveló diversos documentos internos relacionados a la crisis que ha desencadenado la participación de Israel en ésta y la anterior edición del festival. Se trató de la carta de 'aviso de advertencia' que la UER remitió a la cadena de Israel KAN por su actitud en Eurovisión 2024 dados “ciertos incumplimientos de las reglas por parte de miembros de la delegación de KAN”, con lo cual se confirma que la UER ha sido consciente de esos incumplimientos de reglas y decidió no sancionarlos, así como al informe fruto de la investigación independiente que se realizó tras el festival, y al documento con el que la UER trasladó esas 'recomendaciones' a su 'hoja de ruta'.